# Frank Olsen
Frank Olsen (Middelfart, 20 januari 1952) is een voormalig betaald voetballer uit Denemarken, die als verdediger speelde. Hij beëindigde zijn actieve loopbaan in 1984 bij Aarhus GF. Met Vejle BK won hij tweemaal de Deense landstitel en één keer de nationale beker.

## Interlandcarrière
Olsen kwam in totaal negen keer uit voor de nationale ploeg van Denemarken in de periode 1979–1981. Onder leiding van de Duitse bondscoach Sepp Piontek maakte hij zijn debuut op 29 augustus 1979 in de wedstrijd tegen Finland (0–0) in Mikkeli, net als doelman Ole Qvist (KB Frederiksberg), Poul Andersen (Odense BK), Poul Østergaard (Vejle BK), Finn Trikker (AaB Aalborg) en Klaus Berggreen (Lyngby BK).

## Erelijst
Vejle BK
- Deens landskampioenschap

1971, 1972
- Deense beker

1972